# 트라이하이드록시벤젠
트라이하이드록시벤젠(영어: trihydroxybenzene) 또는 벤젠트라이올(영어: benzenetriol)은 화학식이 C6H3(OH)3인 유기 화합물이다. 폴리페놀로도 분류되며, 벤젠 고리에 3개의 하이드록실기가 치환되어 있다. 트라이하이드록시벤젠은 물에 적당한 용해도를 가지고 있는 흰색 고체이다.
| 관용명 | 피로갈롤            | 하이드록시퀴놀      | 플로로글루시놀      |
| ------ | ------------------- | ------------------- | ------------------- |
| 계통명 | 벤젠-1,2,3-트라이올 | 벤젠-1,2,4-트라이올 | 벤젠-1,3,5-트라이올 |
| 구조식 |                     |                     |                     |
피로갈롤 하이드록실기전이효소는 벤젠-1,2,3,5-테트롤과 벤젠-1,2,3-트라이올(피로갈롤)을 기질로 사용하여, 벤젠-1,3,5-트라이올(플로로글루시놀)과 벤젠-1,2,3,5-테트롤을 생성한다. 이 효소는 펠로박터 아시디갈리시(Pelobacter acidigallici)에서 발견할 수 있다.

## 같이 보기
- 하이드록시벤젠 (페놀)
- 다이하이드록시벤젠
- 테트라하이드록시벤젠